# Sipaliwini
Sipaliwini – największy dystrykt Surinamu, zlokalizowany na południu kraju. Sipaliwini nie posiada stolicy i zarządzane jest bezpośrednio przez rząd w Paramaribo. 
Główne miejscowości: Apetina, Apoera, Bakhuis, Bitagron, Corneliskondre, Pokigron, Kajana, Kamp 52, Pelelu Tepu, Cottica, Anapaike, Benzdorp, Kwamalasamutu, Nieuw Jacobkondre, Aurora, Boto-Pasi, Goddo, Djoemoe i Pontoetoe.
W 2012 roku liczba ludności dystrykty wynosiła 37 065, a powierzchnia 130 567 km² (ponad połowa powierzchni całego kraju).

## Okręgi
Sipaliwini podzielone jest na sześć okręgów (ressorten):
- Boven Coppename
- Boven Saramacca
- Boven Suriname
- Coeroeni
- Kabalebo
- Tapanahony